# Narciso Busquets
Narciso Busquets (Cidade do México, 8 de setembro de 1931—Cidade do México, 14 de dezembro de 1988) foi um ator mexicano.

## Filmografia

### Cinema
- El Enviado de la muerte (1989)
- El Último triunfo (1988)
- Cacería implacable (1988)
- Pasaporte a la muerte (1988)
- Robachicos (1986)
- Mientras México duerme (1986)
- Masacre en el Río Tula (1985)
- Narco terror (1985)
- La Revancha (1985)
- Contrato con la muerte (1985)
- Braceras y mojados (1984)
- La Muerte cruzó el río Bravo (1984) - Don Plutarco
- Perros salvajes (1984)
- La Banda de la sotana negra (1983)
- La Fuga de Carrasco (1983)
- Lobo salvaje (1983)
- Pistoleros famosos II (1983)
- San Juan de Dios es Jalisco (1982)
- Antonieta (1982)
- Presos sin culpa (1982)
- San Miguel el alto (1982)
- Caballo alazán lucero (1981) - Dr. Julian Rivkin
- Ojo por ojo (1981)
- Perro callejero II (1981)
- Nuestro juramento (1980)
- Sin fortuna (1980)
- El Contrabando del paso (1980)
- Del otro lado del puente (1980)
- El Cara parchada (1980)
- El Año de la peste (1979) - Julián Arango
- Cadena perpetua (1979) - Comandante Prieto
- México Norte (1979)
- Chicoasén (1978)
- Las Tres tumbas (1978)
- El Jardín de los cerezos (1978)
- Pedro Páramo (1978) - Fulgor Sedano
- Matinée (1977) - Don Pablo
- Xoxontla (1976)
- Ley del monte(1976)
- Longitud de guerra (1976)
- El Caballo del diablo (1974)
- Payo - un hombre contra el mundo (1974)
- El primer amor (1974)
- Valente Quintero (1973)
- El Juez de la soga (1972)
- El Primer amor (1972)
- El Principio (1972)
- Uno para la horca (1972) - Ronald
- La Yegua colorada (1972)
- Chico Ramos (1970)
- Los Años vacíos (1970)
- Jesús, nuestro Señor (1969)
- Todo por nada (1968)
- La Puerta y la mujer del carnicero (1968)
- Los Bandidos (1967)
- El Hombre de negro (1967)
- Pedro Páramo (1967) - Bartolomé San Juan
- Soldadera, La (1967) - Nicolás
- Cruces sobre el yermo (1967)
- Cargamento prohibido (1966)
- Los Cuatro Juanes (1966)
- Los Cuervos están de luto (1965)
- El Gallo de oro (1964)
- La sombra del caudillo (1960) - Diputado agrario
- Mi canción eres tú (1956)
- El Asesino X (1955) - Narrador
- Lluvia roja (1950)
- Comisario en turno (1949)
- Rayando el sol (1946)
- La Barraca (1945) - Batistet
- Alma de bronce (1944)
- La Pequeña madrecita (1944)
- Distinto amanecer (1943) - Juanito
- Cuando habla el corazón (1943) - Miguel (niño)
- El Espectro de la novia (1943)
- El Padre Morelos (1943)
- Dulce madre mía (1943)
- Historia de un gran amor (1942) - Manuel (niño)
- Los Dos pilletes (1942)
- Regalo de reyes (1942)
- El Barbero prodigioso (1942)
- La Gallina clueca (1941)
- ¡Ay Jalisco, no te rajes! (1941)
- Gendarme desconocido (1941)
- Hombre o demonio (1940)
- Ahí está el detalle (1940) - Hijo de Cantinflas
- Odio (1940)
- Una Luz en mi camino (1939)
- Corazón de niño (1939)
- El Cobarde, El (1939)
- La Casa del ogro (1939)
- Hombres de mar (1938)
- Estrellita (1938)
- Los Bandidos de Río Frío (1938)
- Por mis pistolas (1938)
- Refugiados en Madrid (1938)
- Allá en el rancho chico (1938)
- La Gran cruz (1937)

### Televisão
- La Casa al final de la calle (1988) - Don Renato
- La Gloria y el infierno (1986) - Silvetti
- Entre brumas (1973) - Jean Louis
- El Carruaje (1972) - Ignacio Comonfort / Coronel Rodolfo Blanco
- Mis tres amores (1971)
- La Constitución (1970) - Pancho Villa
- La Sonrisa del diablo (1970) - Salvador
- Cárcel de mujeres (1968)
- Los Caudillos (1968) - José María Morelos
- Marina Lavalle (1965)
- Juan José (1964)
- Doña Macabra (1963)
- Marianela (1961)